# Individual Thought Patterns
Individual Thought Patterns är det amerikanska death metal-bandet Deaths femte studioalbum, utgivet den 22 juni 1993 av skivbolaget Relativity Records.

## Låtförteckning
1. "Overactive Imagination" (3:28)
2. "In Human Form" (3:55)
3. "Jealousy" (3:39)
4. "Trapped in a Corner" (4:11)
5. "Nothing is Everything" (3:16)
6. "Mentally Blind" (4:45)
7. "Individual Thought Patterns" (4:00)
8. "Destiny" (4:04)
9. "Out of Touch" (4:19)
10. "The Philosopher" (4:10)

Text och musik: Chuck Schuldiner

## Medverkande
Musiker (Death-medlemmar)
- Chuck Schuldiner – gitarr, sång
- Steve DiGiorgio – basgitarr
- Andy LaRocque – gitarr
- Gene Hoglan – trummor

Övriga medverkande
- Scott Burns – producent, ljudtekniker, ljudmix
- Chuck Schuldiner – producent, logo
- Maria Abril – koordinering
- David Bett – omslagsdesign
- Kathy Milone – omslagsdesign
- René Miville – omslagskonst